# Армяне в Канаде
Армяне в Канаде (арм. կանադահայեր, kanadahayer, англ. Armenian Canadians, фр. Arméno-Canadiens) —  община этнических армян, живущих в Канаде. По переписи 2006 года их число составило 50 500 человек из них 30 130 человек считают армянский язык своим родным. Большая часть армянской диаспоры в Канаде выходцы из стран Ближнего Востока и из некоторых стран Европы. В последнее время Канаде также наблюдается увеличение иммиграции из Армении, особенно после распада Советского Союза.

## История
В конце XIX и начале XX веков армяне, бежавшие от резни и геноцида поселились в общинах на юге Онтарио. Первые беженцы скопились в читальных залах (kratarans), где армяне и канадцы совместно изучали армянскую литературу.
Тысячи армян переселились в Канаду после того, как федеральная политика в области иммиграции стала менее ограниченной в 1950-е годы. Многие иммигранты были родом из ближневосточных стран, которые пострадали от беспорядков, таких как Египет, Иран, Ливан, Сирия и Турция. В начале 1990-х годов, после распада Советского Союза, в Канаду стали прибывать новые иммигранты. Начиная с 2015 года, в результате сирийской гражданской войны, тысячи этнических армян бежали из Сирии в Канаду.
Большинство канадских армян сосредоточены в провинциях Квебек и Онтарио и принимают активное участие в общественной жизни этих провинций. Небольшие общины существуют в Центральных провинциях и Приморских провинциях, небольшая община находится также и в Британской Колумбии.

## Общины

### Монреаль и Лаваль

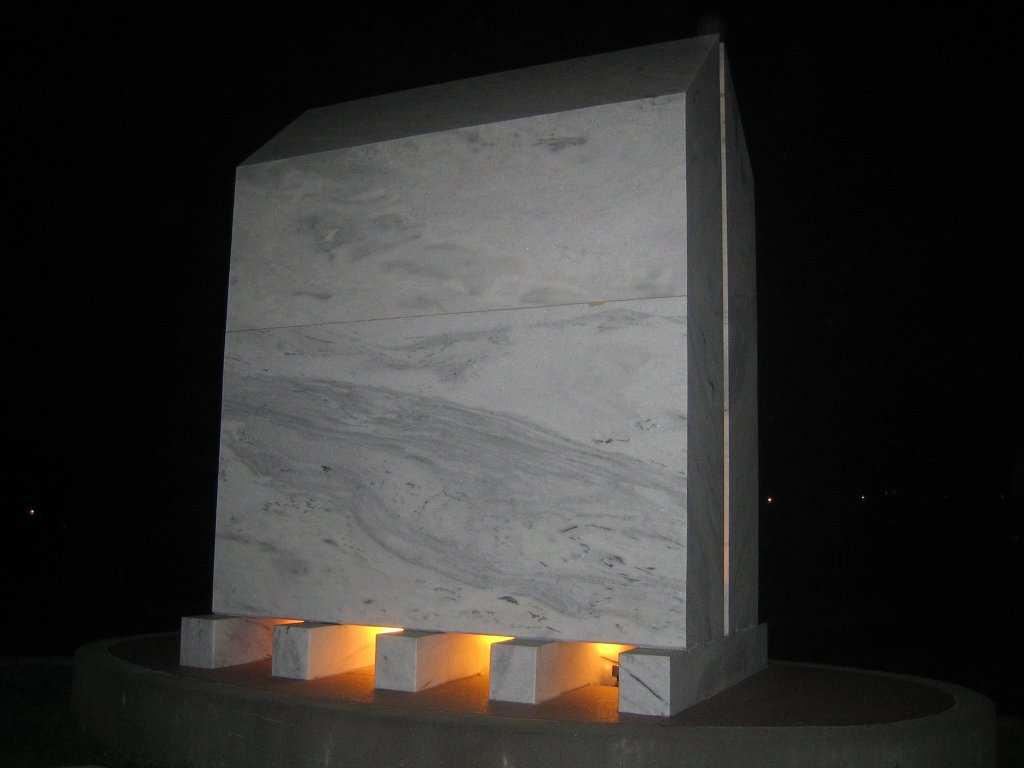
Мемориал Геноцида армян в Монреале, по проекту Франсина Ларриве

В Монреале, насчитывается 21,765 людей армянского происхождения, город является центром двух армянских апостольских прелатств, регулирующих деятельность не только Монреальский общины, но и всех армянских общин по всей Канаде:
- Епархия Армянской церкви Канады (представляющая Престол Святого Эчмиадзина)
  - Приходы: Святого Григория Просветителя (в Outremont, Монреаль ) и Армянской Церкви Святого Креста (Лаваль)
- Канадская епархия ААЦ (представляющая Святейший Престол Киликии)
  - Приходы: собор Святого Акопа (Монреаль) и Святого Геворга Апостольской Армянской церкви(Лаваль)

Существует также церковь Нотр-Дам-де-Нарег Армянской католической церкви (в Виль Saint Laurent пригороде Монреаля) и несколько церквей армянской евангелистской церкви, в первую очередь Первая армянская евангелическая церковь (Монреаль) и Армянская Евангелическая церковь (Лаваль).
Армянская община в Монреале имеет две штатные армянские школы, школу Святого Акопа и школу Армена-Québec Манукяна. В Лавале находится высшая армянская католическая школа Нотр-Дам-де-Нарег.
Монреаль также может похвастаться публикацией двух выходящих долгое время пан-канадских армянских еженедельников, Абака появившегося в 1975 году и Horizon появившегося в 1979 году. Оба еженедельников фактически трехъязычные, как в дополнение к их содержанию на армянском языке, они имеют специальные разделы на английском и французском языках, выходящих также на еженедельной основе. Horizon Weekly также издает ежемесячные литературные приложения, а также ежемесячное молодежное приложение в дополнение к ежегодному новогоднему изданию.
В Монреале также есть памятник в память о жертвах геноцида. Памятник также служит мемориалом для всех народов, ставших жертвами геноцида. Он расположен в парке Марселен-Вилсон расположенному в районе Аунсик-Картьевиль.

### Торонто
Армянская община в Торонто по переписи населения 2006 года насчитывала 16,310 человек, сосредоточенных в окрестностях Don Valley Village и Pleasant View в северо-центральной части Торонто. Община сосредоточена вокруг Общественного центра Армении в Торонто, комплекс расположен в парке Виктории и 401.
Построенный в начале 1960-х годов, общественный центр Армении в Торонто стал центром армянской общины Торонто с 1979 года. В комплекс Армянского общественного центра также входят АРС Армянская школа (в которую входят ясли, детский сад, начальная и средняя школы), церковь Святой Марии ААЦ и армянский молодежный центр, а также несколько армянских общественных организаций, таких как общество помощи армянам, Homenetmen Всеармянский Спортивный и скаутский Союз, Общенациональное армянское культурно-просветительское общество, армянский национальный комитет Канады, армянская федерация молодежи, студенческая ассоциация Армен Каро, А.Р.Ф. Младшая Организация Канады и клуб пенсионеров армян.
Армянская Апостольская церковь включают в себя Святую армянскую церковь Троицы (Епархия Престола Святого Эчмиадзина) и Святую Марию ААЦ (в Willowdale, относящихся к епархии Святейшего Престола Киликии)
В церкви Святой Марии каждое воскресенье с 8 вечера до 11 вечера на 1690am, выходит в эфир еженедельное армянское радиошоу каждое под названием голос Киликии.
Католики армяне имеют свою собственную церковь Святого Григория Просветителя в Торонто. И издают ежемесячный журнал "Хаи Торонто" на армянском языке.

### Оттава
В столице Канады существует небольшая армянская община численностью в 1375 человек, и находится приход Святого Месропа Армянской Апостольской церкви.

### Другие армянские общины в Онтарио
С ростом армянской общины, многие из стали селиться за пределами Большого Торонто. Новые общины образовались по всей провинции Онтарио, в Миссиссоге, Сент-Катаринс, Гамильтоне, Виндзоре, и Кембридже, в общей сложности насчитывающие около 6000 армян.
Приходами епархии Престола Святого Эчмиадзина являются церкви Святого Вартана в Миссиссоге, Святого Григора Просветителя в Сент-Катаринс, Святой Марии в Гамильтоне и Святого Воскресения в Виндзоре. Приходами епархии Святейшего Престола Киликии являются церкви Святого Нишана в Кембридже и СвятогоПавла в Сент-Катаринс.

### Ванкувер
По результатам переписи Канады 2006 года, армянская община Ванкувера насчитывает 1,915 человек, и имеет церковь Святого Вартана (епархия на Престол Святого Эчмиадзина) и церковь Святого Григора Просветителя (в Ричмонде, относящуюся к епархии Святейшего Престола Киликии). Армяне в Ванкувере и Британской Колумбии являются иммигрантами из Ирана, Сирии, Ирака, Ливана и Турции. В 2014 году община открыла Мемориал жертв Геноцида армян, посвященный памяти геноцида армян 24 апреля 1915 года.